# Carnaval de Rio Claro (São Paulo)
O Carnaval de Rio Claro é um dos maiores eventos que acontecem na cidade de Rio Claro em São Paulo. Sua maior atração são os desfiles de escolas de samba, realizados no centro do município, que ficaram conhecidos após serem trazidos pelas agremiações participantes, diversos nomes famosos dos carnavais do Rio e São Paulo, como: os intérpretes Daniel Collête e Douglinhas; os carnavalescos Edgley Cunha, André Machado e Mauro Quintaes. Diversas celebridades também passaram pelo carnaval de Rio Claro no posto de rainhas de bateria, tais como: Viviane Araújo, Dani Bolina, Sheila Carvalho, Nana Gouvêa, entre outras.
As principais agremiações participantes são: Samuca, A Casamba, Grasifs e Unidos da Vila Alemã. Ainda contam com mais duas agremiações, sendo elas: Embaixadores do Samba e Gaviões da Fiel Sub-Sede. 
A cidade não realizou desfiles nos anos de 1992, 1998, 1999, 2001, 2002, 2003, 2004, 2005, 2017, 2018, 2019, 2020, 2021 e 2022.
Após 6 anos sem desfiles, a Prefeitura de Rio Claro retornou com o tradicional carnaval da "Capital da Alegria", tendo a Unidos da Vila Alemã como campeã.

## Campeãs
| Ano  | Campeã           |
| ---- | ---------------- |
| 1976 | Samuca           |
| 1977 | Samuca           |
| 1978 | A Casamba        |
| 1979 | A Casamba        |
| 1980 | Samuca A Casamba |
| 1981 | Samuca           |
| 1982 | A Casamba        |
| 1983 | A Casamba        |
| 1984 | Samuca           |
| 1985 | Samuca           |
| 1986 | Grasifs          |
| 1987 | A Casamba        |
| 1988 | Grasifs          |
| 1989 | Samuca           |
| 1990 | Samuca A Casamba |
| 1991 | A Casamba        |
| 1993 | A Casamba        |
| 1994 | Grasifs          |
| 1995 | UVA              |
| 1996 | UVA              |
| 1997 | Grasifs          |
| 2000 | UVA              |
| 2006 | Samuca           |
| 2007 | Samuca           |
| 2008 | Samuca           |
| 2009 | Samuca           |
| 2010 | A Casamba        |
| 2011 | Samuca           |
| 2012 | Samuca           |
| 2013 | Samuca           |
| 2014 | Samuca           |
| 2015 | Samuca           |
| 2016 | Grasifs          |
| 2023 | UVA              |
| 2024 | UVA              |
| 2025 | UVA              |

### Número de títulos por escola
| Nº | Escola    | Total |
| -- | --------- | ----- |
| 1º | Samuca    | 17    |
| 2º | A Casamba | 10    |
| 3º | UVA       | 6     |
| 4º | Grasifs   | 5     |